# Hors concours

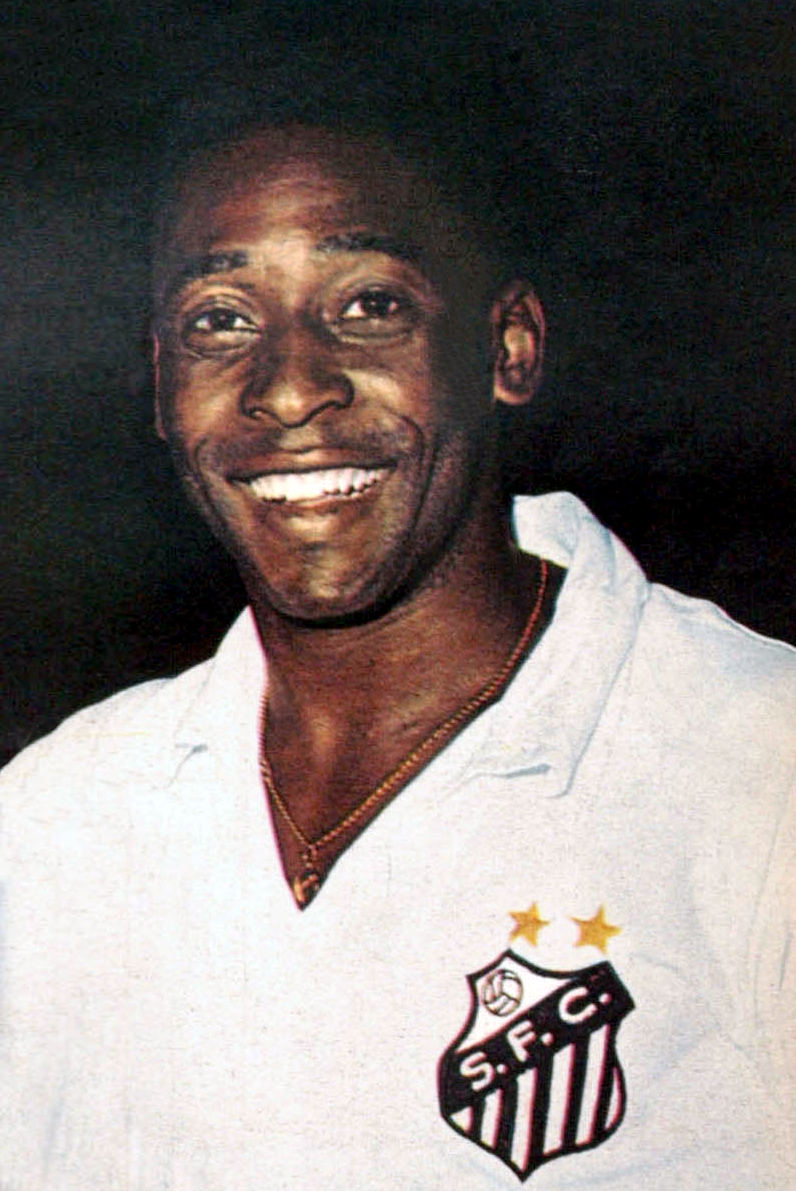
Pelé foi declarado hors concours pela Bola de Prata em 1970, depois de conquistar o tricampeonato mundial com a Seleção Brasileira.

O filme Hair, de 1979, foi considerado hors concours no Festival de Cinema de Cannes.

Nomenclatura de origem francesa, hors concours[nota 1] (pronuncia-se: ór concur) significa: expressão que entende-se, literalmente, como "fora de série, sem concorrência". Usa-se para algo excepcional que vai ser apresentado numa situação, numa mostra, sem competir com os demais, até por ser de qualidade superior. Em síntese o termo é usado para algo excepcional que vai ser apresentado numa exposição, num concurso, sem estar competindo com os demais, sendo considerado de qualidade inquestionável.

## Ganhadores notáveis
- Carlos Chagas ganhou o prêmio hors concours em congresso comemorativo do centenário de nascimento de Louis Pasteur, em Estrasburgo, França, em 1923.[4]
- Clóvis Bornay tornou-se um dos mestres em fantasias de Carnaval — todo ano trazia novos elementos em suas fantasias, e acabava ganhando quase todos os concursos que disputava. Evandro de Castro Lima e Mauro Rosas eram seus rivais de salão. De tanto ganhar, acabou sendo declarado hors concours (concorrente de honra, não sujeito à premiação).[5]
- O atacante Neymar ganhou a Bola de Prata hors concours da revista Placar em 2012, igualando um feito de Pelé.[6]
- Ronaldinho Gaúcho e Clodoaldo Silva ganharam o Troféu hors concours no 7º Prêmio Brasil Olímpico de 2005.[carece de fontes?]
- Em 2012, Roberto Carlos recebeu o troféu hors concours pela canção Esse Cara Sou Eu no concurso Melhores do Ano.[7]